# See No More
See No More är den amerikanske sångaren och musikern Joe Jonas debutsingel som soloartist och den ledande singeln från hans första soloalbum Fastlife. Sången är skriven av Jonas, Chris Brown och Brian Kennedy och producerad av Kennedy. Sången premiärspelades hos B96 Radio Chicago den 3 juni 2011.

## Bakgrund
Jonas bekräftade i en intervju med MTV att "See No More" skulle spelas för första gången i radio den 3 juni 2011 och att den skulle finnas tillgänglig att köpa på Itunes den 13 juni. I samma intervju berättade han även att den amerikanske R&B-sångaren Chris Brown varit med och skrivit låten, och Jonas sa följande om samarbetet: "Jag tycker alltid det är coolt att kunna skriva med andra artister och jobba med dem, speciellt med någon så talangfull som Chris."
Brown sjunger även med i låten, men det är bara i vissa verser som man kan höra hans röst.

## Kritikernas mottagande
Låten har hittills mottagit mycket positiv kritik, både från fans, reportrar och kritiker. Billboard kallade Jonas för "nästa stora popstjärna".

## Musikvideo
Jonas påbörjade filmandet av musikvideon den 4 juni 2011 och avslutade den 6 juni. Videon hade världspremiär den 29 juni på E! News. I videon ser han upprörd ut efter sveket av personen som han älskar. Bland annat bränner han upp personliga tillhörigheter som tillhörde personen och tittar på när de brinner upp.

## Listplaceringar
| Lista (2011)                      | Topplacering |
| --------------------------------- | ------------ |
| Belgien (Flandern)                | 15           |
| Belgien (Vallonien)               | 15           |
| Storbritannien (UK Singles Chart) | 53           |
| USA (Billboard Hot 100)           | 92           |
| USA (Billboard Pop Songs)         | 37           |

## Utgivningshistorik
| Land           | Datum        | Format           |
| -------------- | ------------ | ---------------- |
| Frankrike      | 13 juni 2011 | Digital download |
| Kanada         | 13 juni 2011 | Digital download |
| Mexiko         | 13 juni 2011 | Digital download |
| Spanien        | 13 juni 2011 | Digital download |
| Ungern         | 13 juni 2011 | Digital download |
| USA            | 13 juni 2011 | Digital download |
| Sverige        | 15 juni 2011 | Digital download |
| Australien     | 17 juni 2011 | Digital download |
| Italien        | 17 juni 2011 | Digital download |
| Nya Zeeland    | 17 juni 2011 | Digital download |
| Norge          | 21 juni 2011 | Digital download |
| Irland         | 26 juni 2011 | Digital download |
| Storbritannien | 26 juni 2011 | Digital download |
| Tyskland       | 1 juli 2011  | Digital download |
| Österrike      | 1 juli 2011  | Digital download |